# Al-Harra
Al-Harra – miasto w Syrii, w muhafazie Dara. W 2004 roku liczyło 17 172 mieszkańców.